# Кальт, Ханс
Ханс Кальт-Янс (нем. Hans Kalt-Jans; 26 марта 1924, неизвестно — 2 января 2011, Цуг) — швейцарский гребец, серебряный призёр летних Олимпийских игр 1948 года, бронзовый призёр летних Олимпийских игр 1952 в двойке распашной без рулевого.

## Биография
Начал спортивную карьеру в See-Club Zug под руководством Карла Шмида. На Олимпийских играх в Лондоне (1948) в финале Ханс и его брат Йозеф уступили три секунды британским гребцам и на четыре секунды опередили соперников из Италии.
На чемпионате Европы 1950 года Ханс и его новый партнёр Курт Шмид выигрывают золотую медаль, а в 1951 году становятся бронзовыми призёрами первенства континента.
На летних Играх в Хельсинки (1952), отстав на 9 секунд от бельгийской двойки, Кальт и Шмид занимают третье место.
По окончании спортивной карьеры вместе с братом Йозефом он работал в типографии, основанной их отцом в Берне.
Кальт был одним из учредителей нескольких спортивных клубов: в 1966 г. — Curling Club Zug, а затем — Panathlon-Club Zug, став впоследствии его почётным президентом. С 1964 г. он также являлся членом Гильдии мельников, пекарей и кондитеров города Цуга.